# زينزو شيميزو
زينزو شيميزو (باليابانية: 清水善造) مواليد 25 مارس 1891 في غونما، اليابان - الوفاة 12 أبريل 1977 في أوساكا، كان لاعب كرة مضرب ياباني بدأ مسيرته كمحترف سنة 1920 وكان يلعب باليد اليمنى، اعتزل اللعب في 1924. أعلى تصنيف له في الفردي كان المركز الـ 4 في سنة 1921.

## روابط خارجية
- زينزو شيميزو على موقع رابطة محترفي التنس (الإنجليزية)
- زينزو شيميزو على موقع الاتحاد الدولي لكرة المضرب (الإنجليزية)
- زينزو شيميزو على موقع كأس ديفيز (الإنجليزية)
- زينزو شيميزو على موقع خلاصة التنس.كوم (الإنجليزية)